# 李多祚
李多祚（654年—707年8月7日），七世纪末期中国唐朝（武周）的靺鞨族将领，綽號「黃頭都督」，驍勇過人，被封为上柱國、遼陽郡王，人称遼陽王。707年參與重俊之變，敗死，年五十四。

## 簡介
公元691年末黑水靺鞨与武周发生军事冲突，李多祚用计策毒杀黑水靺鞨酋长，并击败其军队。
李多祚前後掌禁軍，北門宿衛二十余年。705年，李多祚參與大臣张柬之等人的神龍革命，逼迫武則天退位，扶持唐中宗復辟帝位，重建李唐。以功进封辽阳郡王，食实封八百户。
后成为節愍太子李重俊的亲信，以軍功歷位右羽林大將軍。景龍元年（707年）七月重俊之變，左羽林大將軍李多祚追隨太子李重俊，先殺韋親信武三思、武崇訓父子於其門第，並殺武三思黨羽十餘人。但李重俊不幸被攔阻於玄武門之外，士兵臨陣倒戈，被唐玄宗内侍杨思勗所殺，并杀其二子，籍没其家。唐睿宗即位后，追复官职并饶恕他的妻儿，一度還要追赠官职。太府少卿韦凑上书指李重俊、李多祚逼宫有罪，不可效仿，请求追改李重俊谥号。睿宗认为他说得对，但宰相们觉得诏命已经下达，没有追改李重俊的谥号，只是停止了对李多祚等的赠官。
后被后晋刘昫记载于《旧唐书》列传第五十九，与阿史那社爾、契苾何力、黑齿常之、李嗣業、白孝德等合传。

## 墓志
李多祚的墓志近代在河南洛阳龙门山出土。